# Албанія на пісенному конкурсі Євробачення
Албанія дебютувала на Пісенному конкурсі «Євробачення» у 2004 році. Першою, хто представляла країну на конкурсі стала Аньєза Шахіні, яка посіла 7-е місце з піснею «The Image of You». Найкращий результат здобула Рона Нішліу з піснею «Suus», яка зайняла 5-е місце у 2012 році. Албанія брала участь у конкурсі 19 разів.

## Учасники Євробачення від Албанії
Умовні позначення
     Переможець
     Друге місце
     Третє місце
     Четверте місце
     П'яте місце
     Останнє місце
     Автоматичний фіналіст
     Не пройшла до фіналу
     Участь скасовано
     Не брала участі
| Рік  | Місце проведення | Виконавець                      | Мова                  | Пісня                     | Переклад                       | Фінал                            | Фінал                            | Півфінал                         | Півфінал                         |
| Рік  | Місце проведення | Виконавець                      | Мова                  | Пісня                     | Переклад                       | Місце                            | Бали                             | Місце                            | Бали                             |
| ---- | ---------------- | ------------------------------- | --------------------- | ------------------------- | ------------------------------ | -------------------------------- | -------------------------------- | -------------------------------- | -------------------------------- |
| 2004 | Стамбул          | Аньєза Шахіні                   | англійська            | «The Image of You»        | Твій образ                     | 7-е                              | 106                              | 4-е                              | 167                              |
| 2005 | Київ             | Ledina Çelo                     | англійська            | «Tomorrow I Go»           | Завтра я піду                  | 16-е                             | 53                               | Торічний Tоп-12                  | Торічний Tоп-12                  |
| 2006 | Афіни            | Luiz Ejlli                      | албанська             | «Zjarr e ftohtë»          | Холодний вогонь                | Поза фіналом                     | Поза фіналом                     | 14-е                             | 58                               |
| 2007 | Гельсінкі        | Фредерік Ндочі                  | англійська, албанська | «Hear My Plea»            | Почуй моє благання             | Поза фіналом                     | Поза фіналом                     | 17-е                             | 49                               |
| 2008 | Белград          | Ольта Бока                      | албанська             | «Zemrën e lamë peng»      | Ми залишили серце в заручниках | 17-е                             | 55                               | 9-е                              | 67                               |
| 2009 | Москва           | Кейсі Тола                      | англійська            | «Carry Me in Your Dreams» | Неси мене у своїх мріях        | 17-е                             | 48                               | 7-е                              | 73                               |
| 2010 | Осло             | Юліана Паша                     | англійська            | «It's All About You»      | Це все про тебе                | 16-е                             | 62                               | 6-е                              | 76                               |
| 2011 | Дюссельдорф      | Аурела Гаче                     | англійська            | «Feel the Passion»        | Відчуй пристрасть              | Поза фіналом                     | Поза фіналом                     | 13-е                             | 47                               |
| 2012 | Баку             | Рона Нішліу                     | албанська             | «Suus»                    | Таак                           | 5-е                              | 146                              | 2-е                              | 146                              |
| 2013 | Мальме           | Адріан Лулгюрай та Бледар Сейко | албанська             | «Identitet»               | Ідентичність                   | Поза фіналом                     | Поза фіналом                     | 15-е                             | 31                               |
| 2014 | Копенгаген       | Герціана Матмуя                 | англійська            | «One Night's Anger»       | Гнів уночі                     | Поза фіналом                     | Поза фіналом                     | 15-е                             | 22                               |
| 2015 | Відень           | Ельгаїда Дані                   | англійська            | «I'm Alive»               | Я — жива                       | 17-е                             | 34                               | 10-е                             | 62                               |
| 2016 | Стокгольм        | Енеда Таріфа                    | англійська            | «Fairytale»               | Казка                          | Поза фіналом                     | Поза фіналом                     | 16-е                             | 45                               |
| 2017 | Київ             | Lindita                         | англійська            | «World»                   | Світ                           | Поза фіналом                     | Поза фіналом                     | 14-е                             | 76                               |
| 2018 | Лісабон          | Евгент Бушпепа                  | албанська             | «Mall»                    | Торгівельний центр             | 11-е                             | 184                              | 8-е                              | 162                              |
| 2019 | Тель-Авів        | Йоніда Малічі                   | албанська             | «Ktheju tokës»            | Повернення на землю            | 18-е                             | 90                               | 9-е                              | 96                               |
| 2020 | Роттердам        | Арілена Ара                     | англійська            | «Fall from the Sky»       | Падіння з неба                 | Конкурс скасовано через COVID-19 | Конкурс скасовано через COVID-19 | Конкурс скасовано через COVID-19 | Конкурс скасовано через COVID-19 |
| 2021 | Роттердам        | Анжела Перістері                | албанська             | «Karma»                   | Карма                          | 21-е                             | 57                               | 10-е                             | 112                              |
| 2022 | Турин            | Ронела Хаяті                    | албанська, англійська | «Sekret»                  | Секрет                         | Не вдалося отримати кваліфікацію | Не вдалося отримати кваліфікацію | 12-е                             | 58                               |
| 2023 | Ліверпуль        | Альбіна та родина Келменді      | албанська             | «Duje»                    | Ти хочеш                       | 22-е                             | 76                               | 9-е                              | 83                               |
| 2024 | Мальме           | Беса                            | англійська            | «Titan»                   | Титан                          | Не вдалося кваліфікуватися       | Не вдалося кваліфікуватися       | 15-е                             | 14                               |
| 2025 | Базель           | Shkodra Elektronike             | албанська             | «Zjerm»                   | Вогонь                         | 8-е                              | 218                              | 2-е                              | 122                              |
| 2026 |                  |                                 |                       |                           |                                |                                  |                                  |                                  |                                  |

## Галерея

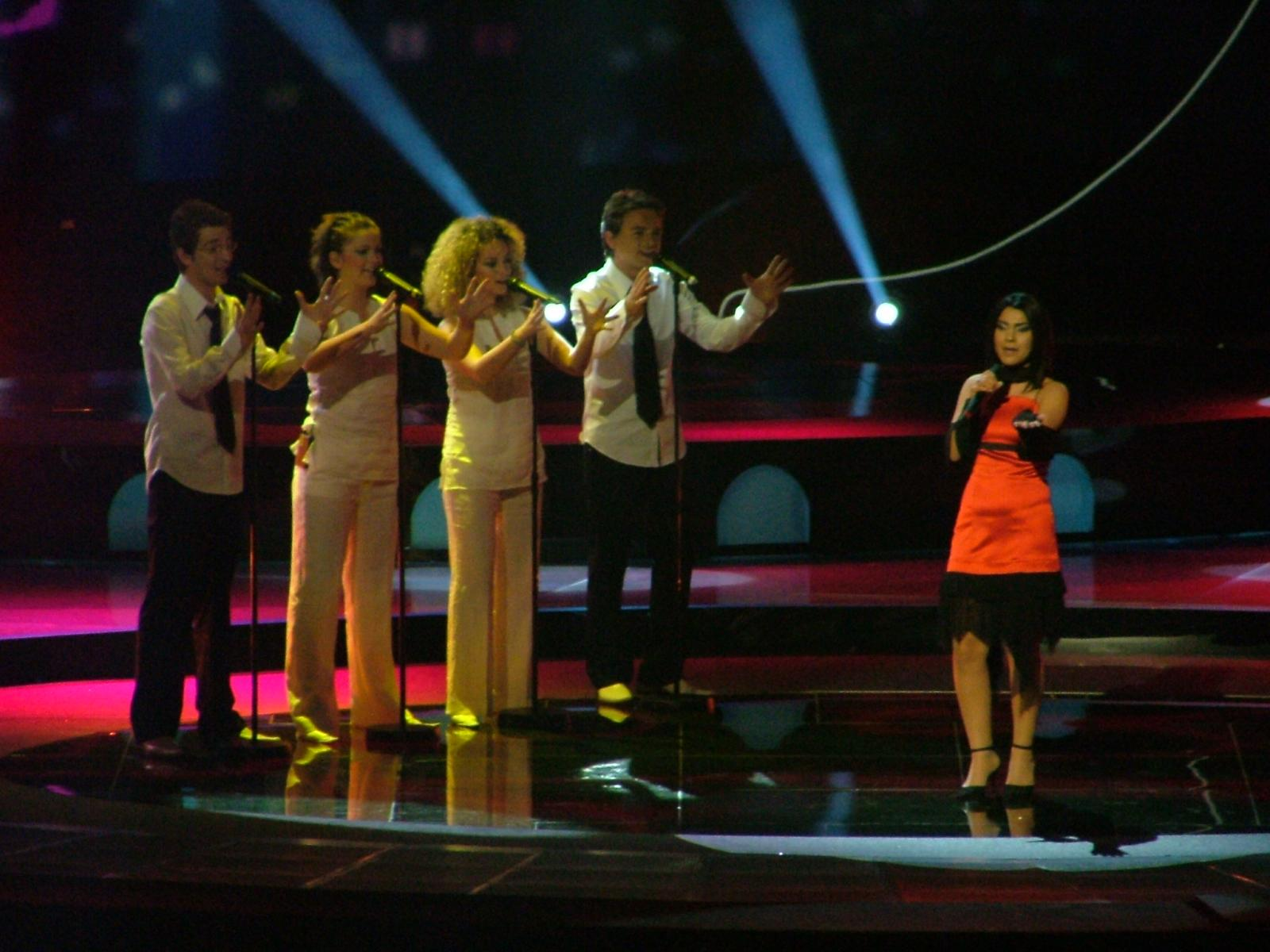
Аньєза Шахіні у Стамбулі (2004)
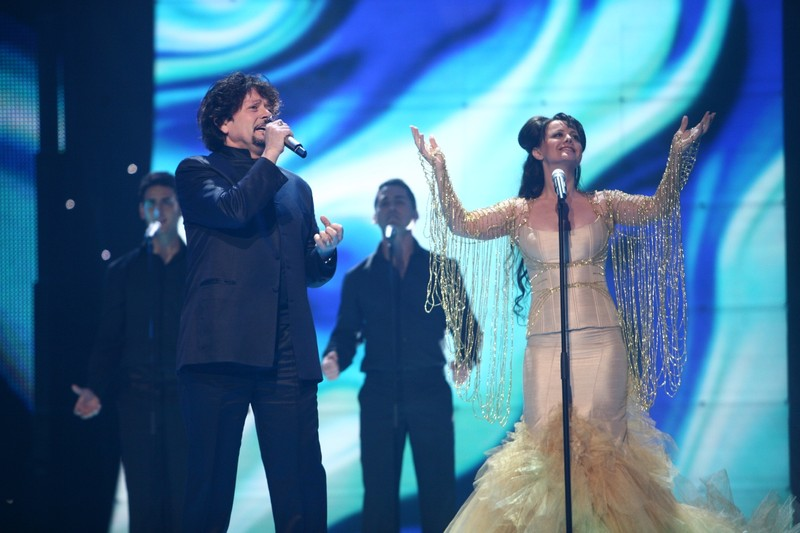
Фредерік Ндочі у Гельсінкі (2007)
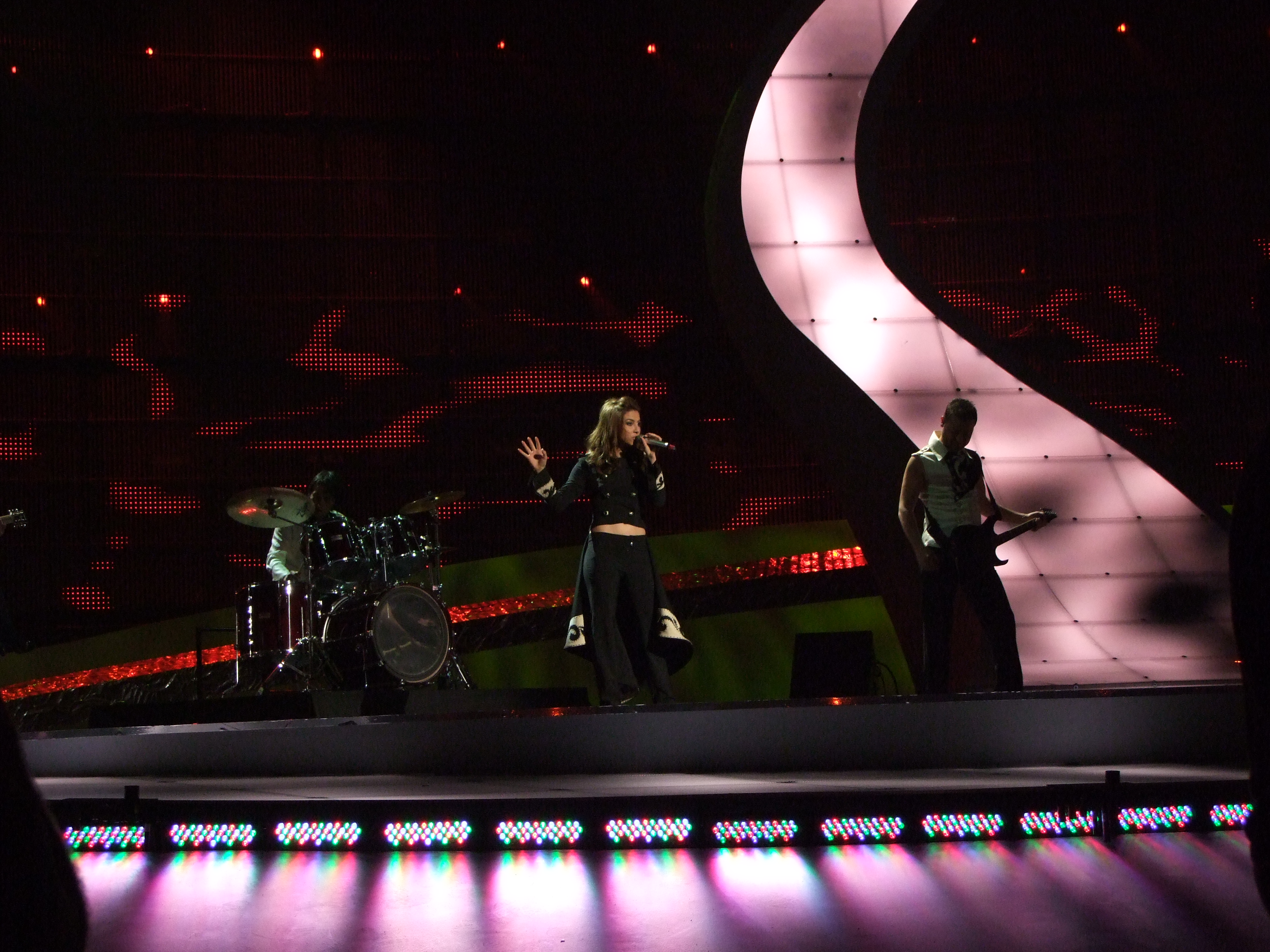
Ольта Бока у Белграді (2008)
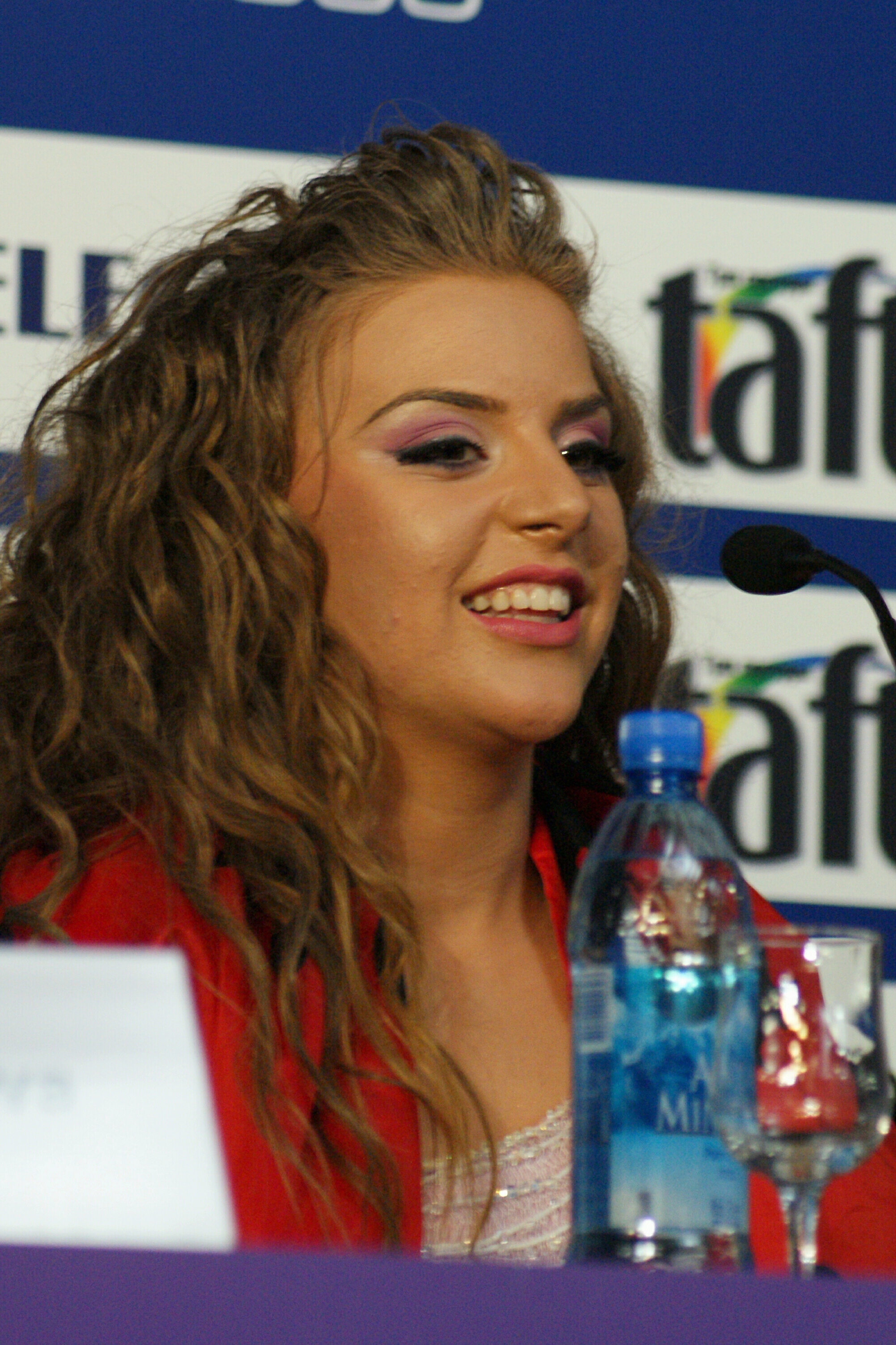
Кейсі Тола у Москві (2009)
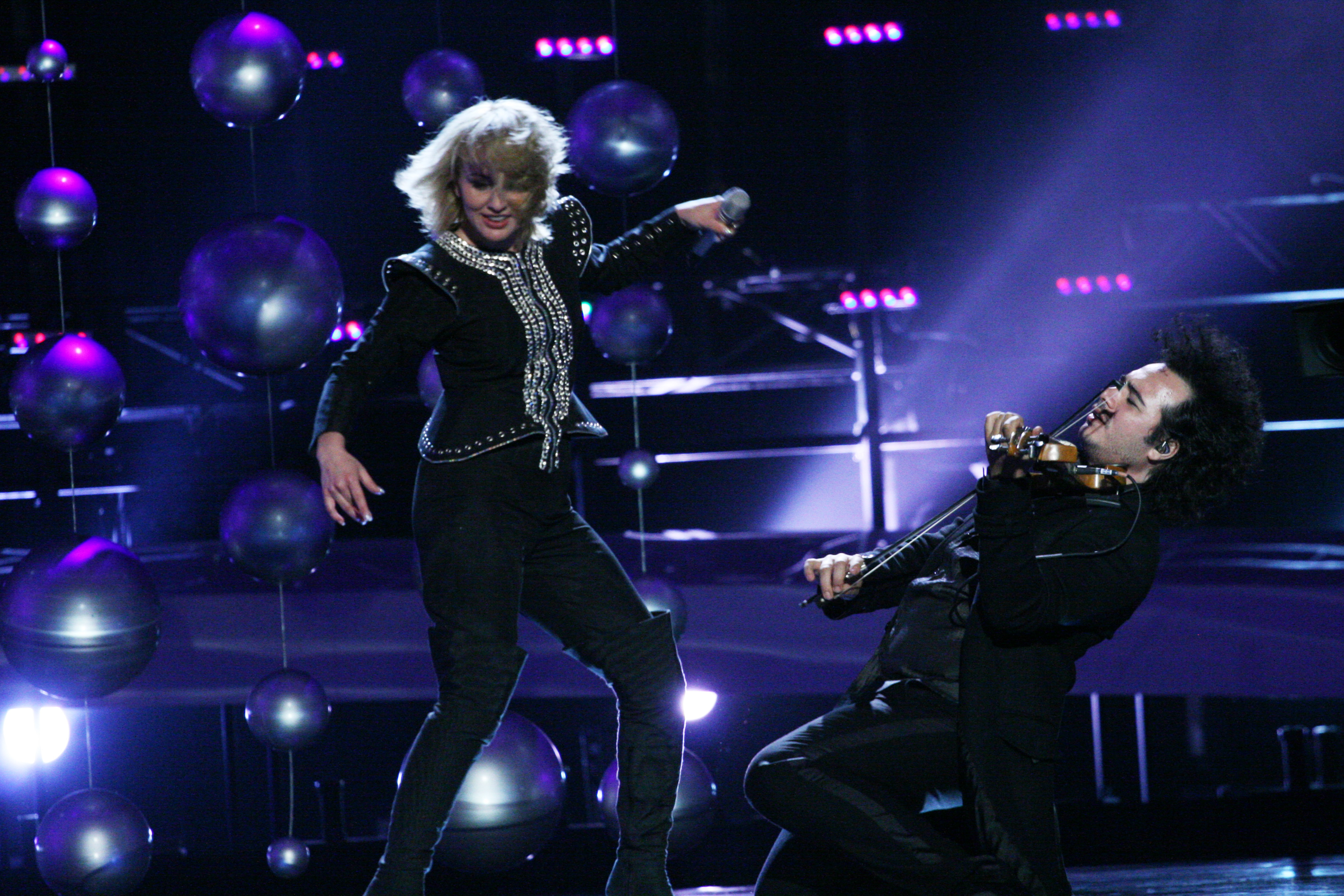
Юліана Паша в Осло (2010)
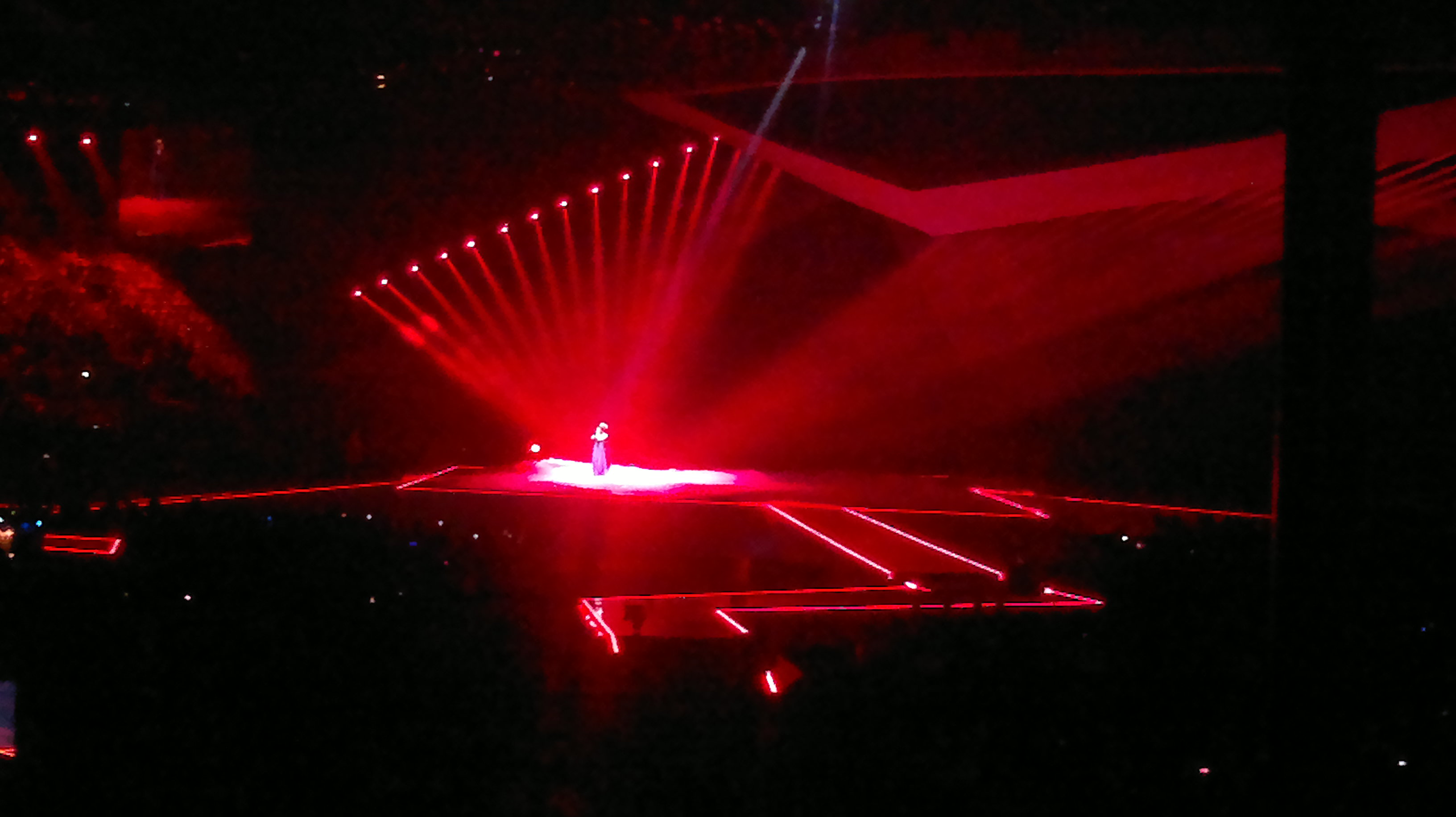
Рона Нішліу у Баку (2012)
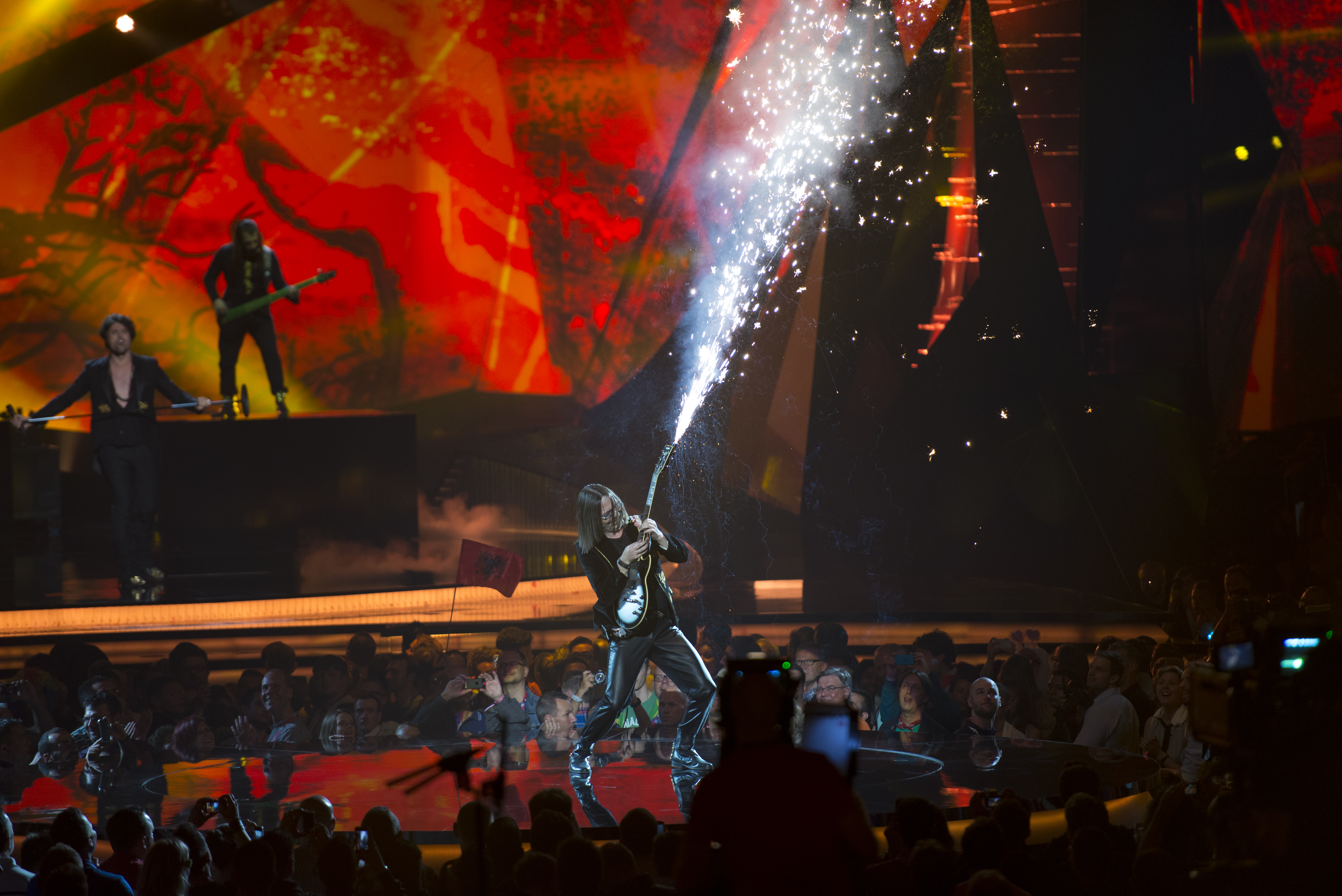
Адріан Лулгюрай та Бледар Сейко в Мальме (2013)
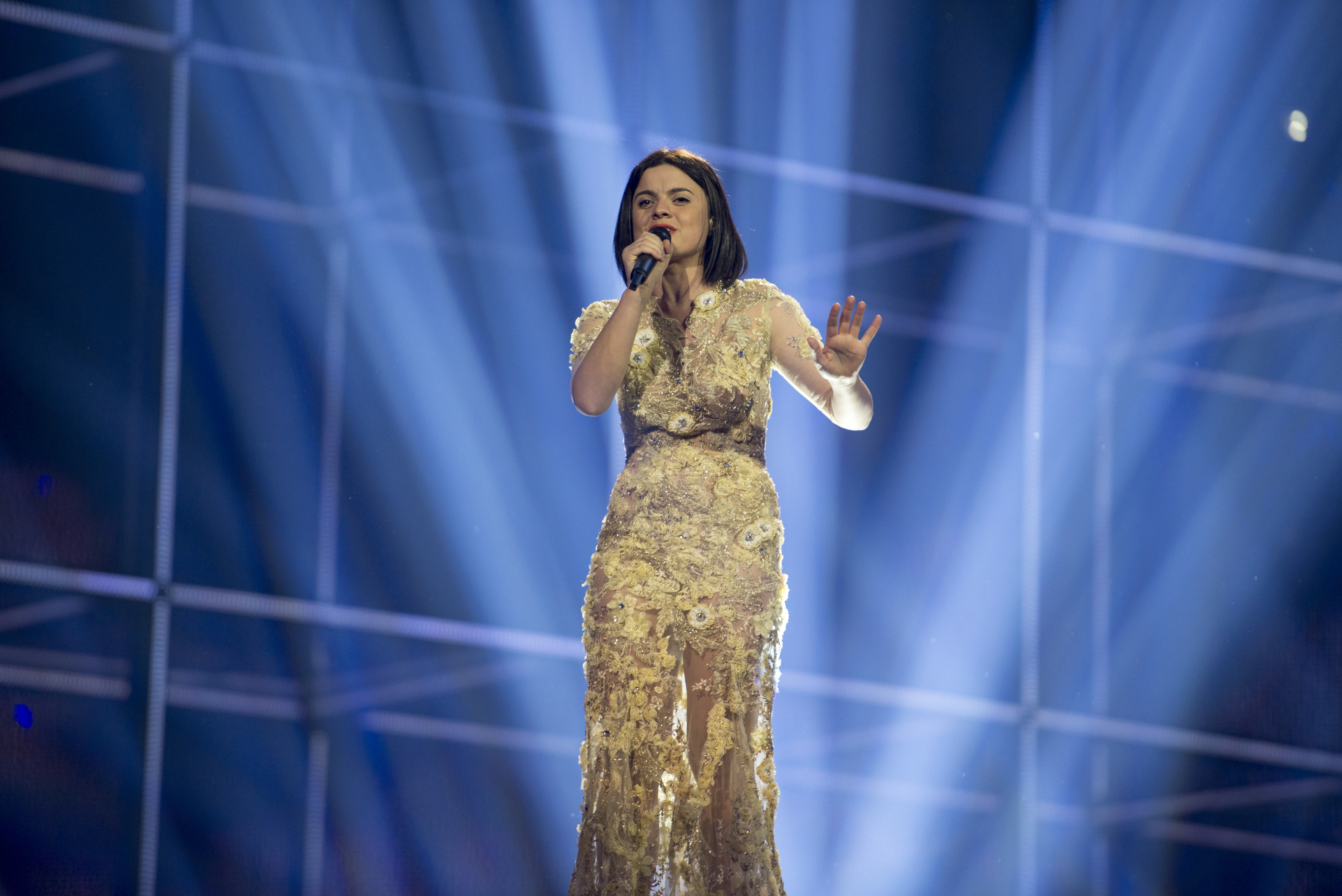
Герціана Матмуя у Копенгагені (2014)
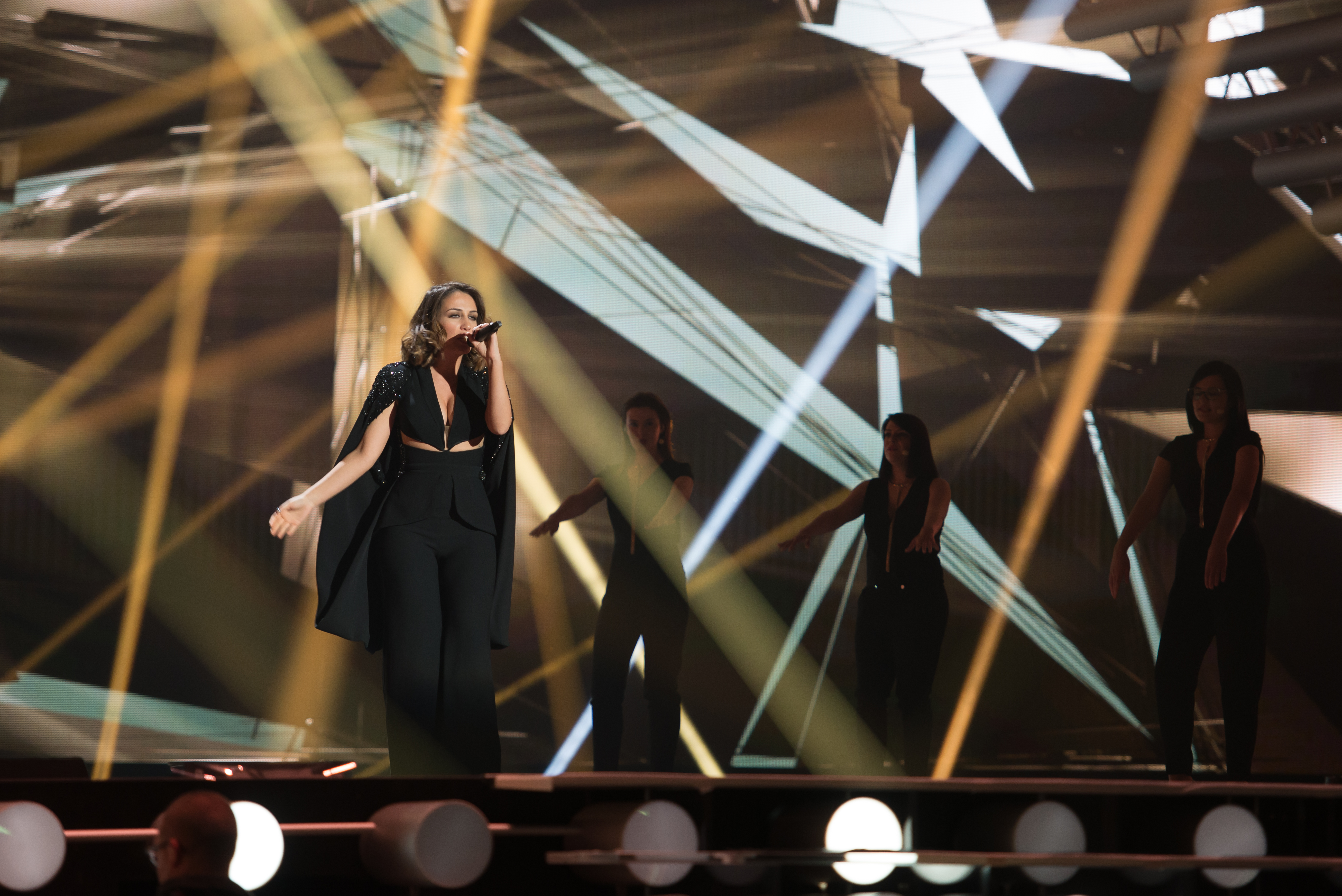
Ельгаїда Дані у Відні (2015)
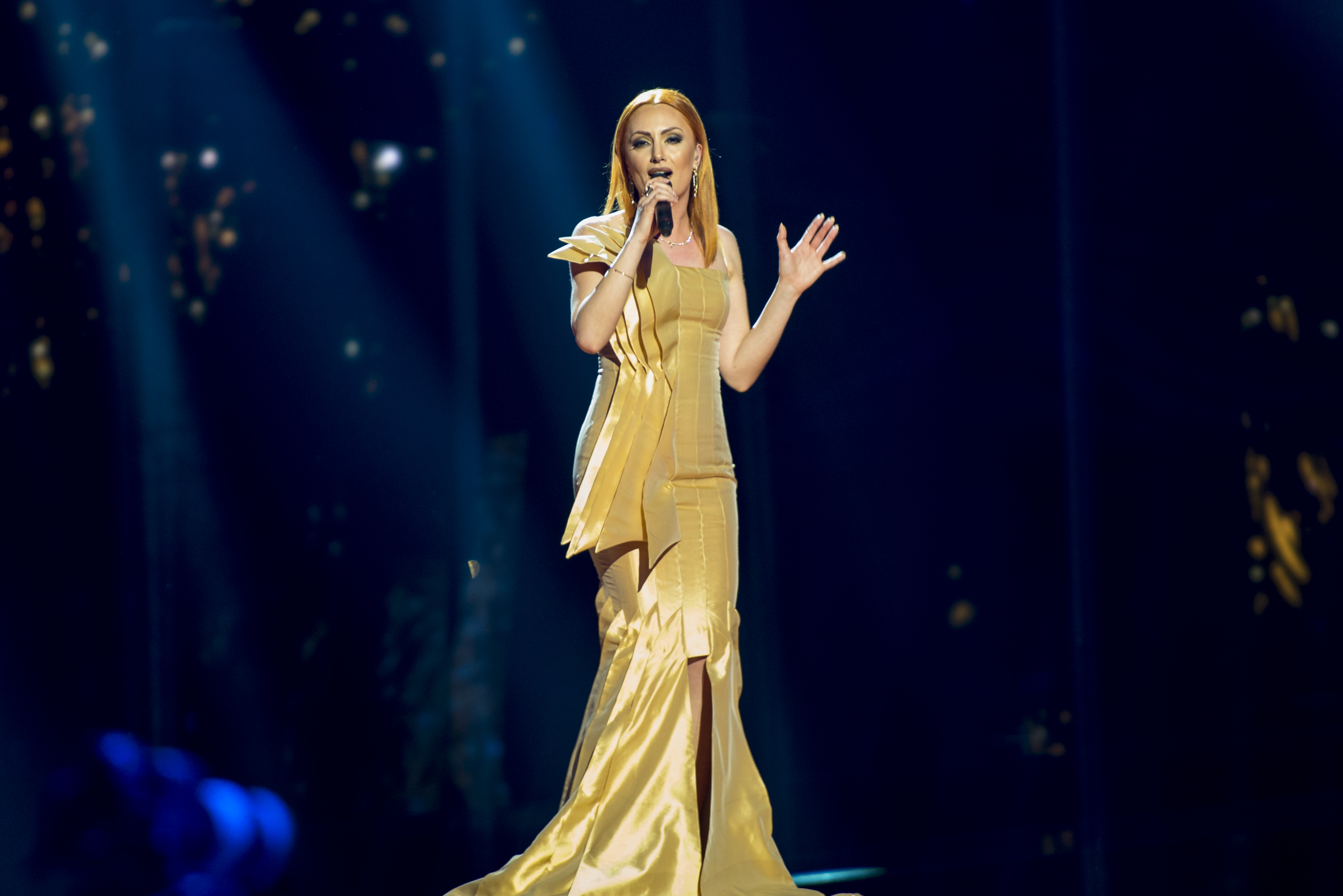
Енеда Таріфа у Стокгольмі (2016)
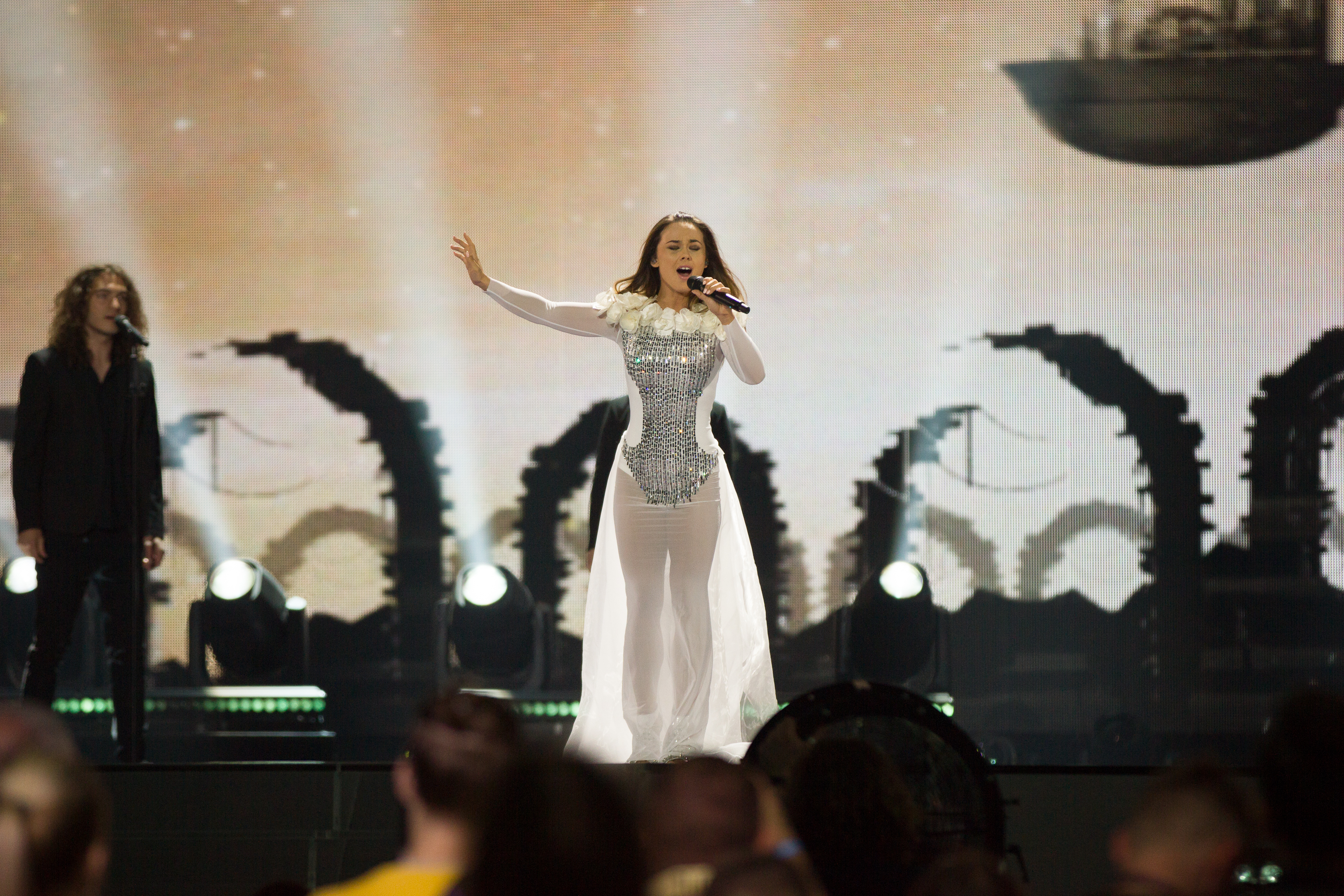
Lindita у Києві (2017)
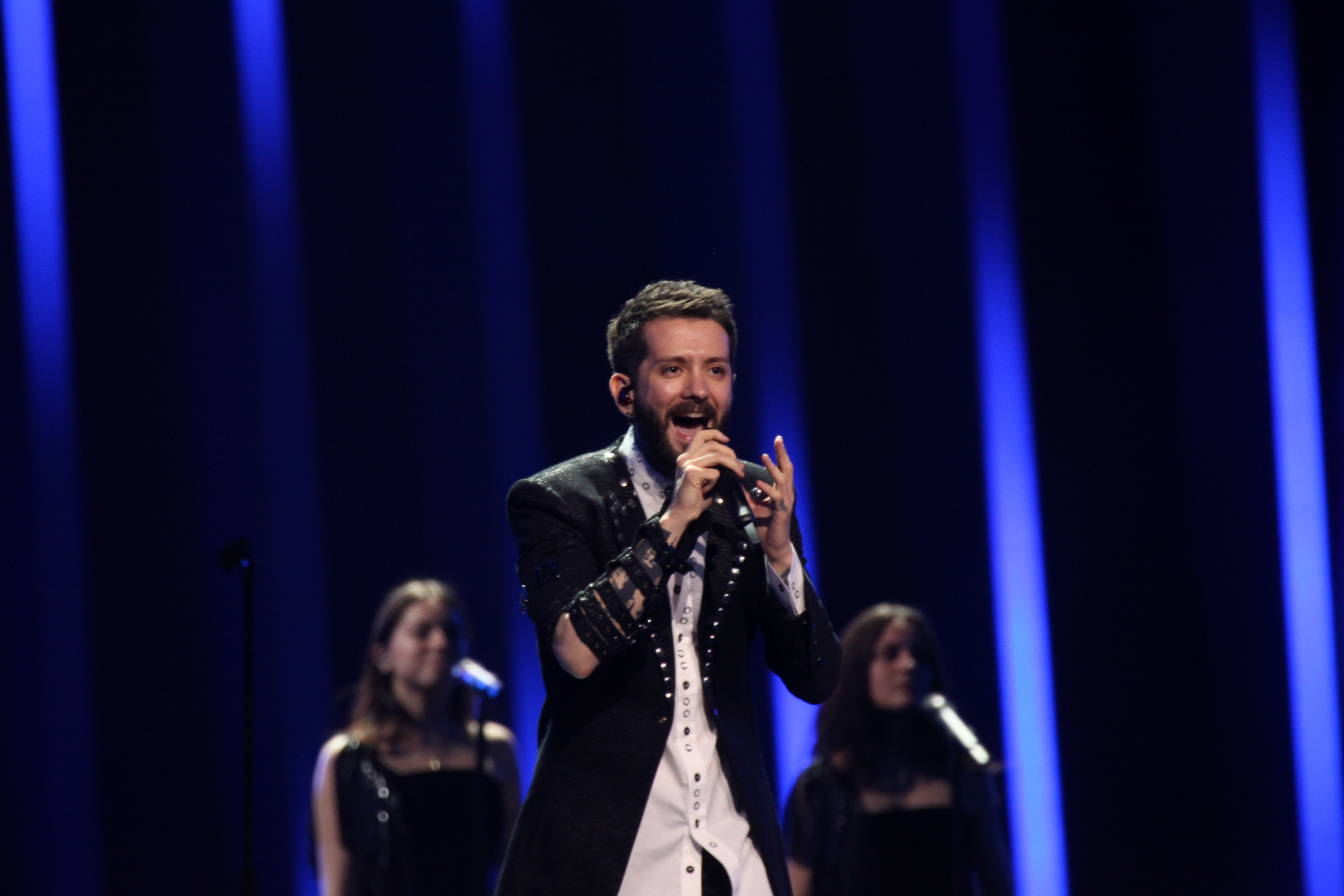
Евгент Бушпепа у Лісабоні (2018)
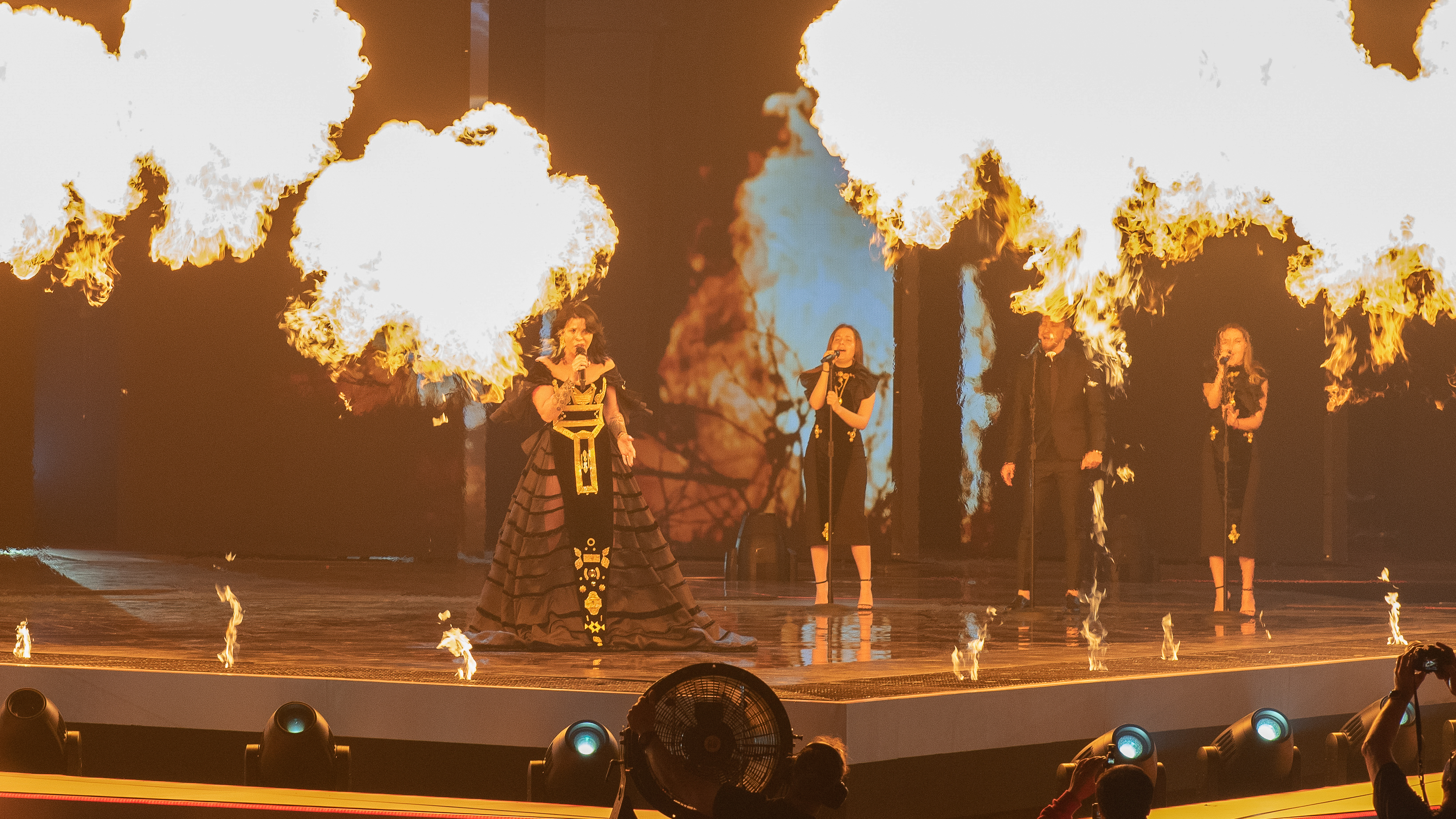
Йоніда Малічі у Тель-Авіві (2019)
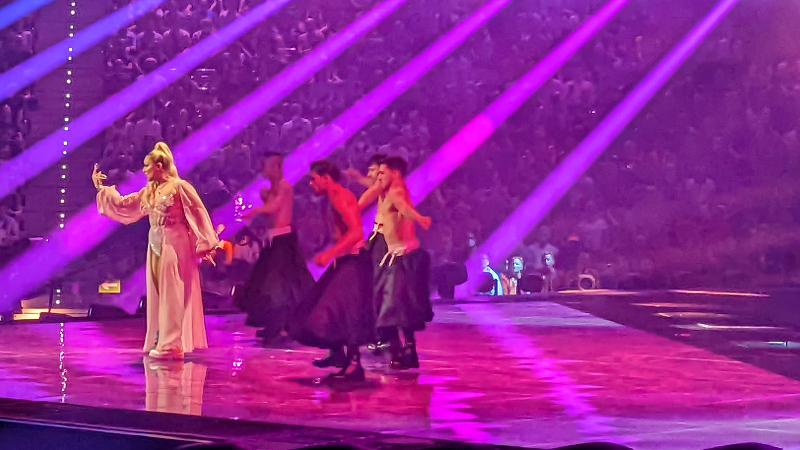
Ронела Хаяті у Турині (2022)
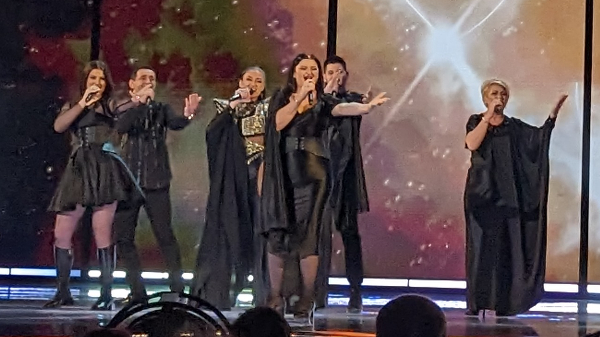
Альбіна та родина Келменді у Ліверпулі (2023)
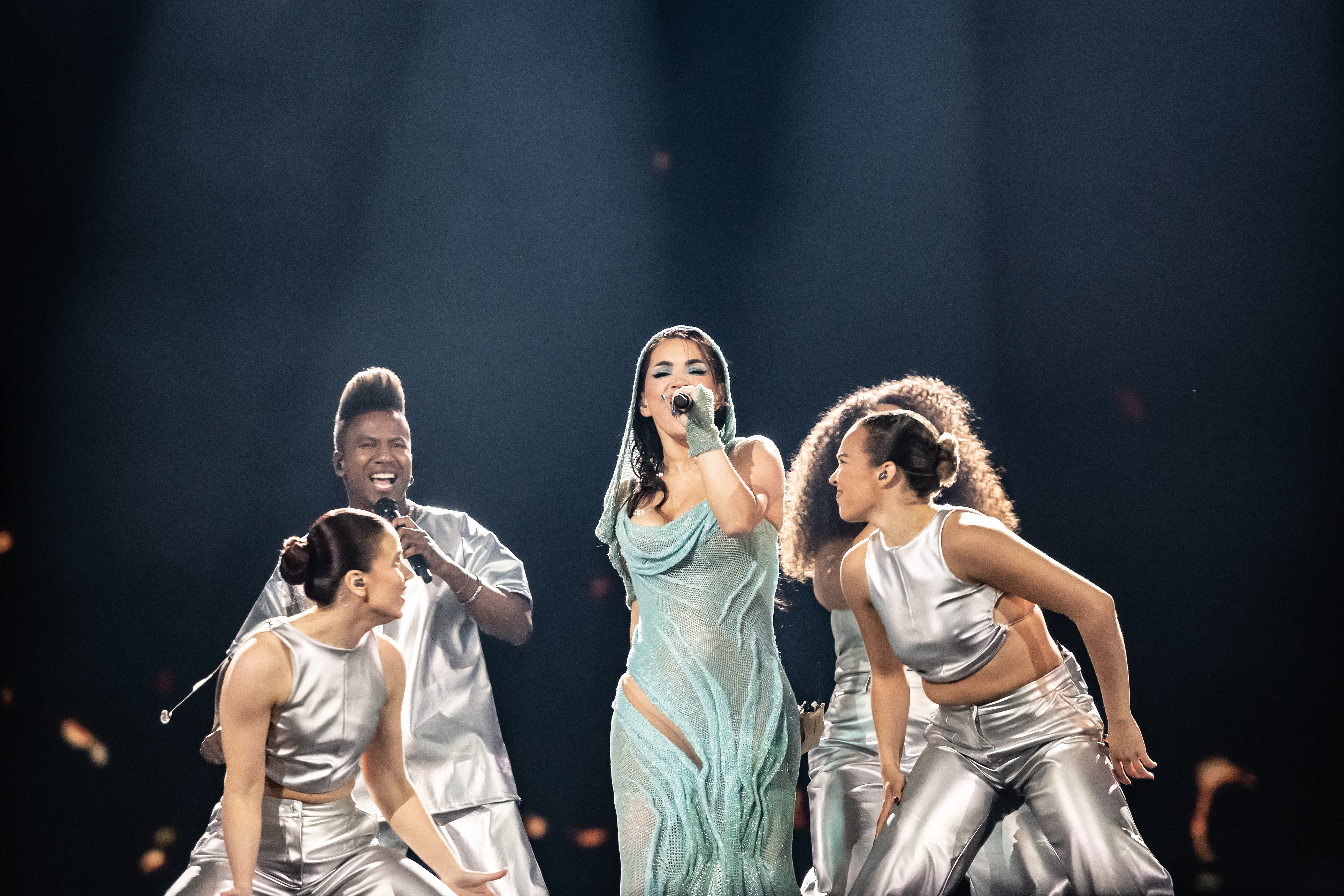
Беса в Мальме (2024)

## Нагороди
Премія Барбари Декс
| Рік  | Країна  | Виконавець  | Пісня  | Місце | Місто проведення |
| ---- | ------- | ----------- | ------ | ----- | ---------------- |
| 2012 | Албанія | Рона Нішліу | «Suus» | 5-е   | Баку             |

## Статистика голосувань (2004—2023)
| №  | Дано      | Дано | Отримано           | Отримано |
| №  | Країни    | Бали | Країни             | Бали     |
| -- | --------- | ---- | ------------------ | -------- |
| 1  | Італія    | 180  | Північна Македонія | 127      |
| 2  | Греція    | 155  | Греція             | 102      |
| 3  | Швеція    | 83   | Швейцарія          | 87       |
| 4  | Туреччина | 71   | Чорногорія         | 69       |
| 5  | Іспанія   | 68   | Італія             | 54       |
| 6  | Франція   | 60   | Хорватія           | 44       |
| 7  | Кіпр      | 60   | Туреччина          | 31       |
| 8  | Росія     | 52   | Австрія            | 28       |
| 9  | Болгарія  | 51   | Мальта             | 28       |
| 10 | Німеччина | 49   | Азербайджан        | 28       |

## Нотатки
1. ↑  Згідно з тодішніми правилами Євробачення, фінал складався зі співаків 24 країн. «Велика четвірка» та 10 країн, які посіли з 10 по 1 місце у фіналі минулого конкурсу, автоматично потрапляли до фіналу. Інші 10 країн потрапляють до фіналу з півфіналу. Якщо країна «Великої Четвірки» зайняла з 10 по 1 місце на минулорічному конкурсі, то з півфіналу до фіналу потрапляє 11 країн, і так далі (це залежить від кількості країн «Великої четвірки», які посіли з 10 по 1 місце у фіналі).
2. ↑  Містить рядки албанською
3. ↑  Містить рядки іспанською мовою